# Новознам'янська сільська рада (Троїцький район)
| Новознам'янська сільська рада — колишній орган місцевого самоврядування у Троїцькому районі Луганської області з адміністративним центром у с. Новознам'янка. Історична дата утворення: в 1990 році. Сільській раді підпорядковані населені пункти: - с. Новознам'янка - с. Кашкарне - с. Солонці |

## Склад ради
Рада складається з 12 депутатів та голови.

### Керівний склад ради
| ПІБ                         | Основні відомості                                                         | Дата обрання | Дата звільнення |
| --------------------------- | ------------------------------------------------------------------------- | ------------ | --------------- |
| Рехлова Наталія Іванівна    | Сільський голова, 1952 року народження, освіта, член Партії регіонів      | 26.03.2006   | 31.10.2010      |
| Євсюков Олексій Олексійович | Сільський голова, 1981 року народження, освіта вища, член Партії регіонів | 31.10.2010   |                 |

Примітка: таблиця складена за даними джерела